# Іванопільська сільська рада
Іванопі́льська сільська́ ра́да — колишній орган місцевого самоврядування у Костянтинівському районі Донецької області з адміністративним центром у с. Іванопілля.

## Населені пункти

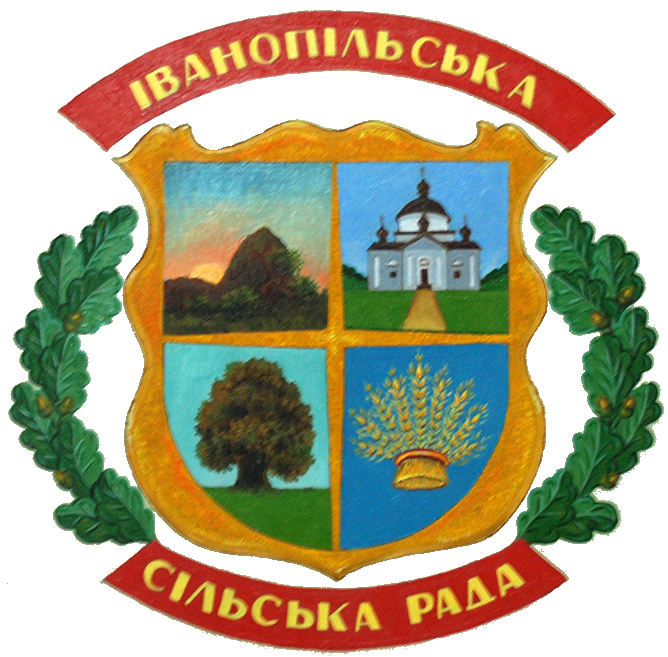
Емблема Іванопільської сільської ради

Сільській раді були підпорядковані населені пункти:
- с. Іванопілля
- с. Біла Гора
- с. Диліївка
- с. Неліпівка
- с. Олександро-Шультине

## Склад ради
Рада складалася з 20 депутатів та голови.